# Legame glicosidico

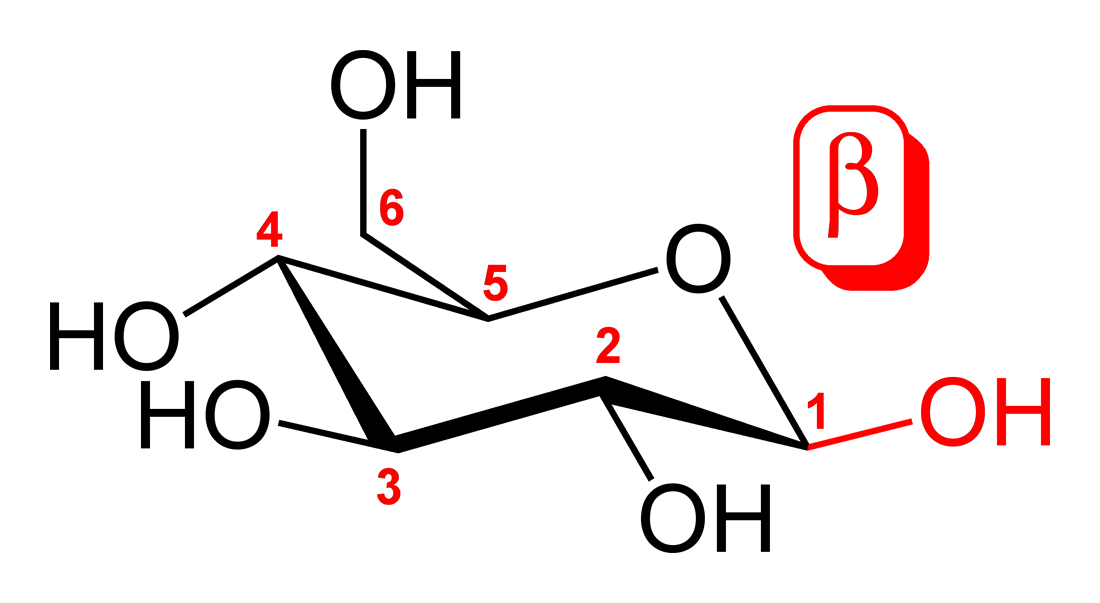
Molecola di D-glucosio in conformazione β

La struttura chimica dell'adenosina, il ribosio è legato all'adenina tramite legame glicosidico

In chimica, un legame glicosidico è un legame covalente che unisce il gruppo emiacetalico di un monosaccaride, o zucchero (semplice) con un atomo, di solito nucleofilo, di un'altra molecola. L'atomo nucleofilo che riceve il legame è solitamente un ossigeno, un azoto o, più raramente uno zolfo: i legami corrispondenti sono detti O-glicosidici, N-glicosidici e S-glicosidici. La molecola che ne deriva è invece detta glicoside. La formazione di un legame glicosidico è una condensazione in quanto libera una molecola d'acqua; la scissione del legame invece, sarà un'idrolisi. 

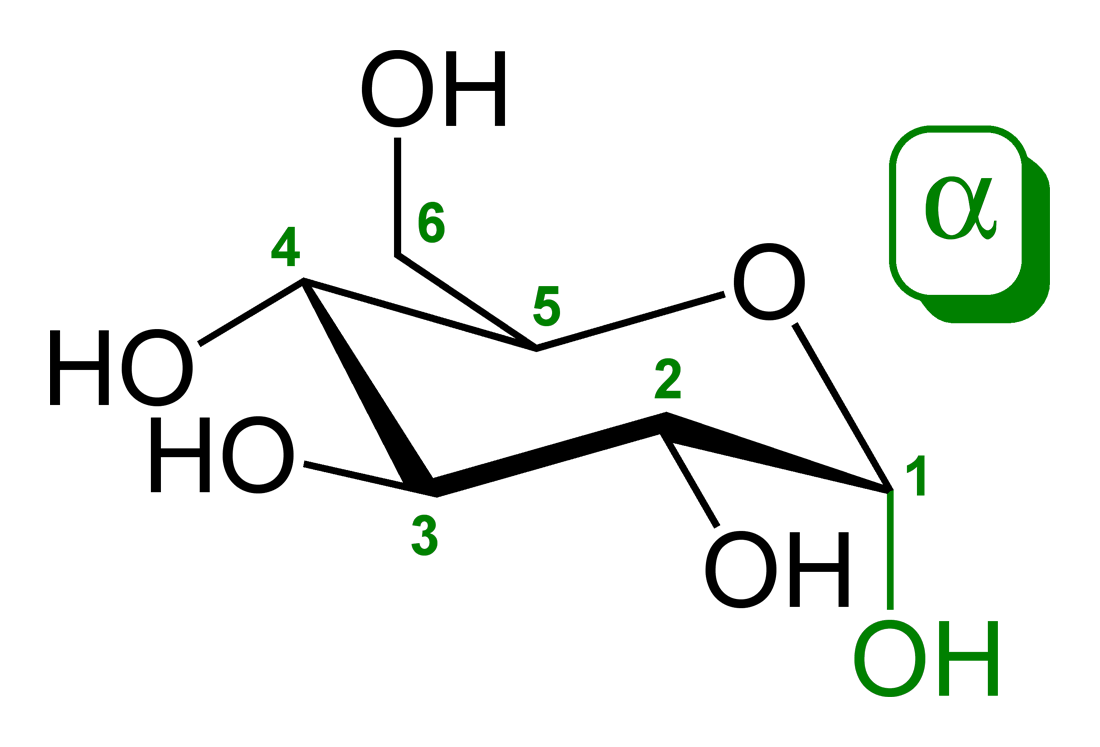
Molecola di D-glucosio in conformazione α

## Distinzione tra legame α e β glicosidico
Il tipo di legame glicosidico dipende unicamente dalla configurazione del primo glucosio: se si trova in forma α (con l'ossidrile del carbonio anomerico dal lato opposto all'ultimo carbonio del monosaccaride) allora il legame sarà chiamato α-glicosidico, mentre se è in forma β il legame si chiamerà β-glicosidico.

## Legami glicosidici di importanza biologica
Sicuramente i più importanti legami glicosidici sono quelli che permettono il legame di più zuccheri semplici tra loro per dar luogo ai polisaccaridi (legame O-glicosidico). Altri legami di questo tipo di estrema importanza sono quelli N-glicosidici tra lo zucchero ribosio e desossiribosio con determinate basi azotate: si formano in questo modo i nucleosidi i quali se fosforilati formano i nucleotidi che compongono gli acidi nucleici.

## Enzimi correlati
Gli enzimi che catalizzano l'idrolisi del legame glicosidico sono detti glicosidasi: tipicamente le glicosilasi hanno una certa specificità di reazione, catalizzando la rottura di un legame α o β ma non di entrambi. Altri sono specifici per determinati zuccheri: la cellulasi ad esempio catalizza l'idrolisi del legame β-glicosidico della cellulosa.
Il legame può comunque anche idrolizzarsi spontaneamente, anche se con frequenza molto bassa: in alcuni casi l'idrolisi spontanea può essere causa di mutazioni genetiche.